# Кольцова, Ольга Петровна
Ольга Петровна Кольцова (род. 26 апреля 1957, Москва) — русская поэтесса, переводчица

 и журналистка. Член Союза писателей Москвы.

## Биография
Окончила факультет журналистики МГУ (1979). Работала редактором в издательствах «Советская Россия», «Время» и др.
Печатается с 1978, как поэт — с 1987 (преимущественно в России и США). Публиковала поэтические переводы с немецкого (В. Буш, А. Маргул-Шпербер, В. Айхельбург, К. Кесслер) и английского (Р. Фергюссон, Дж. Китс, О. Уайльд, Р. Киплинг и др.) языков. Автор книги стихотворений «Несвобода» (2007). Лауреат литературной премии «Серебряный век» (2008), присуждаемой ежегодно в декабре «за вклад, внесенный в сохранение традиций русского Серебряного Века в современную русскую литературу».
Муж (2003—2020) — Евгений Витковский, поэт, переводчик, писатель-фантаст, историк литературы.